# Ройс (Ла-Корунья)
Ройс (гал. Rois, ісп. Rois) — муніципалітет в Іспанії, у складі автономної спільноти Галісія, у провінції Ла-Корунья. Населення — 4995 осіб (2009).
Муніципалітет розташований на відстані близько 489 км на північний захід від Мадрида, 72 км на південь від Ла-Коруньї.
Муніципалітет складається з таких паррокій: Агуасантас, Бушан, Коста, Ермедело, Ербого, Лероньйо, Оїн, Рібасар, Ройс, Сейра, Соррібас, Урдільде.

## Демографія
Динаміка населення (INE ):

## Галерея зображень

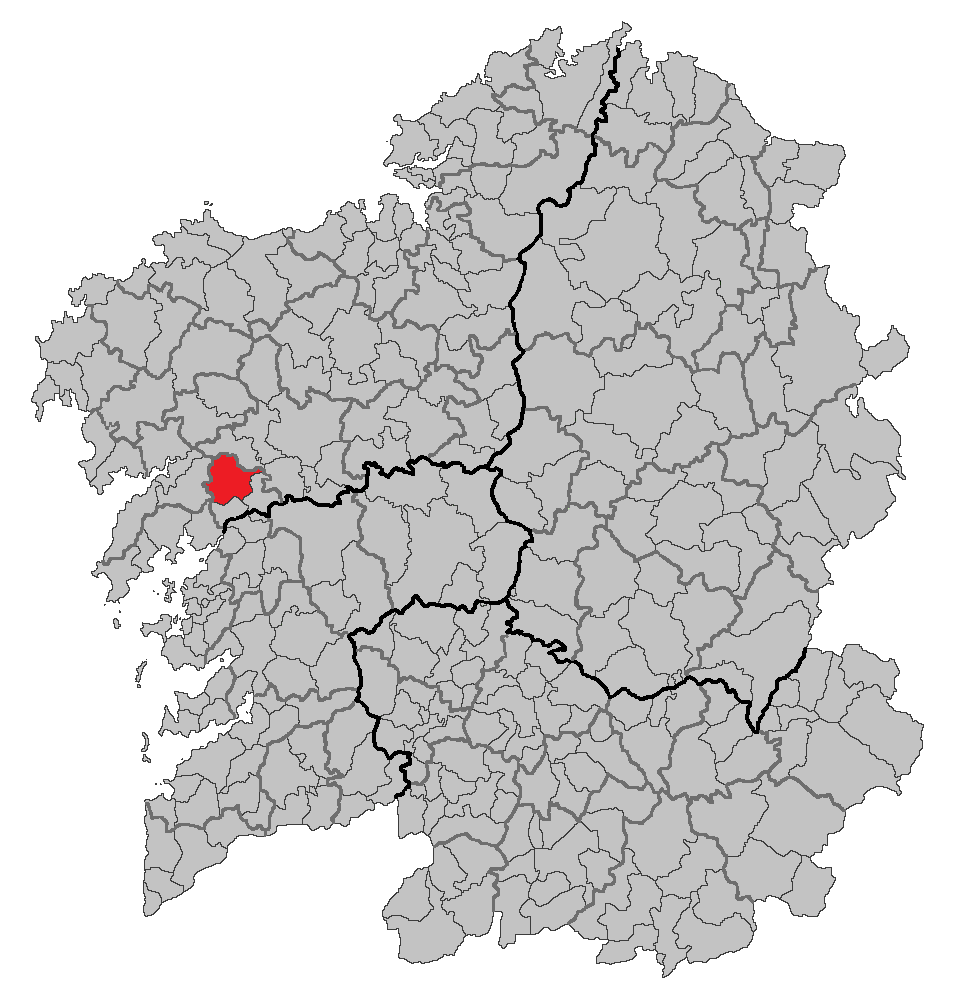
Розташування муніципалітету
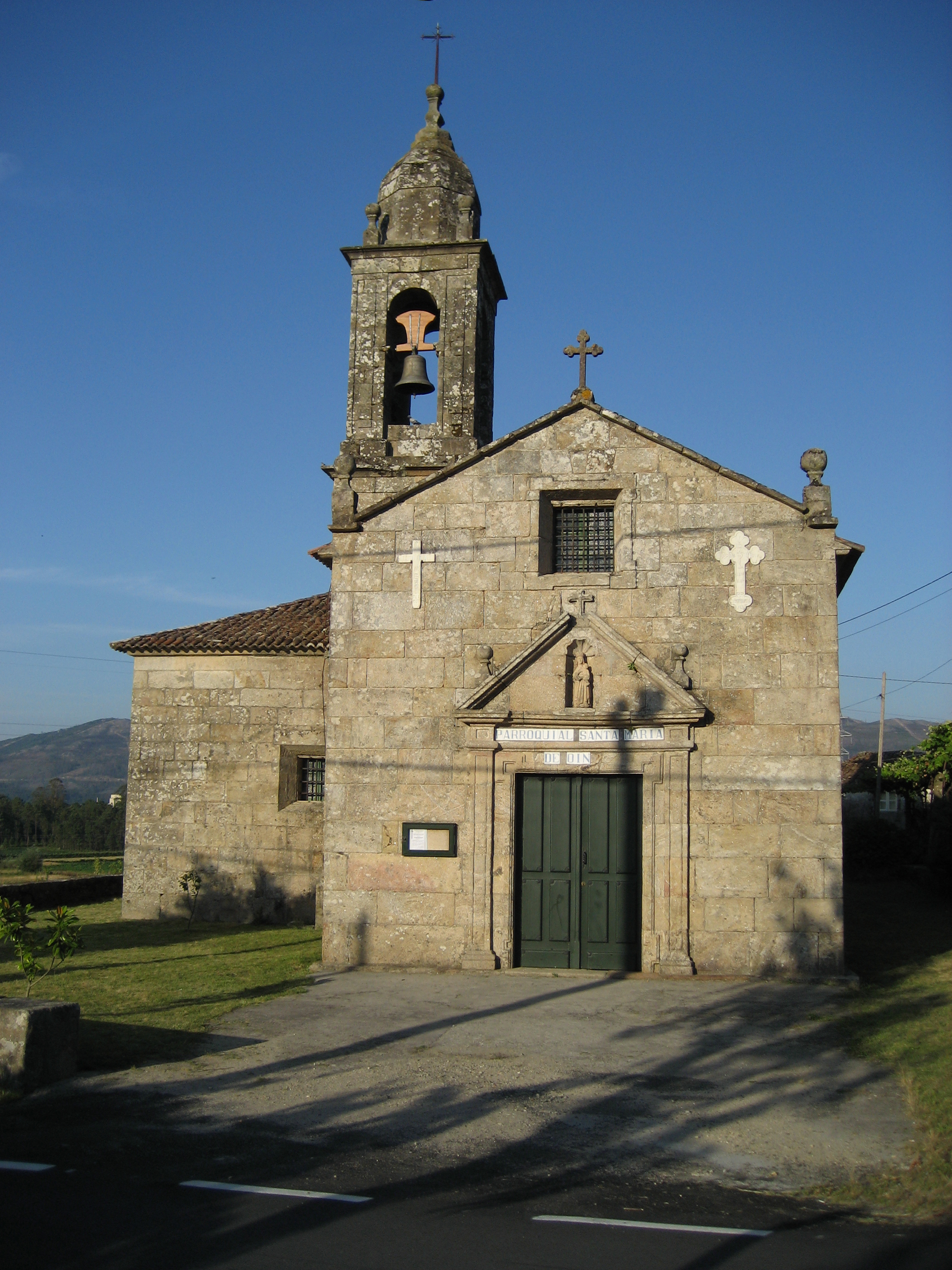
Церква Санта-Марія-де-Оїн
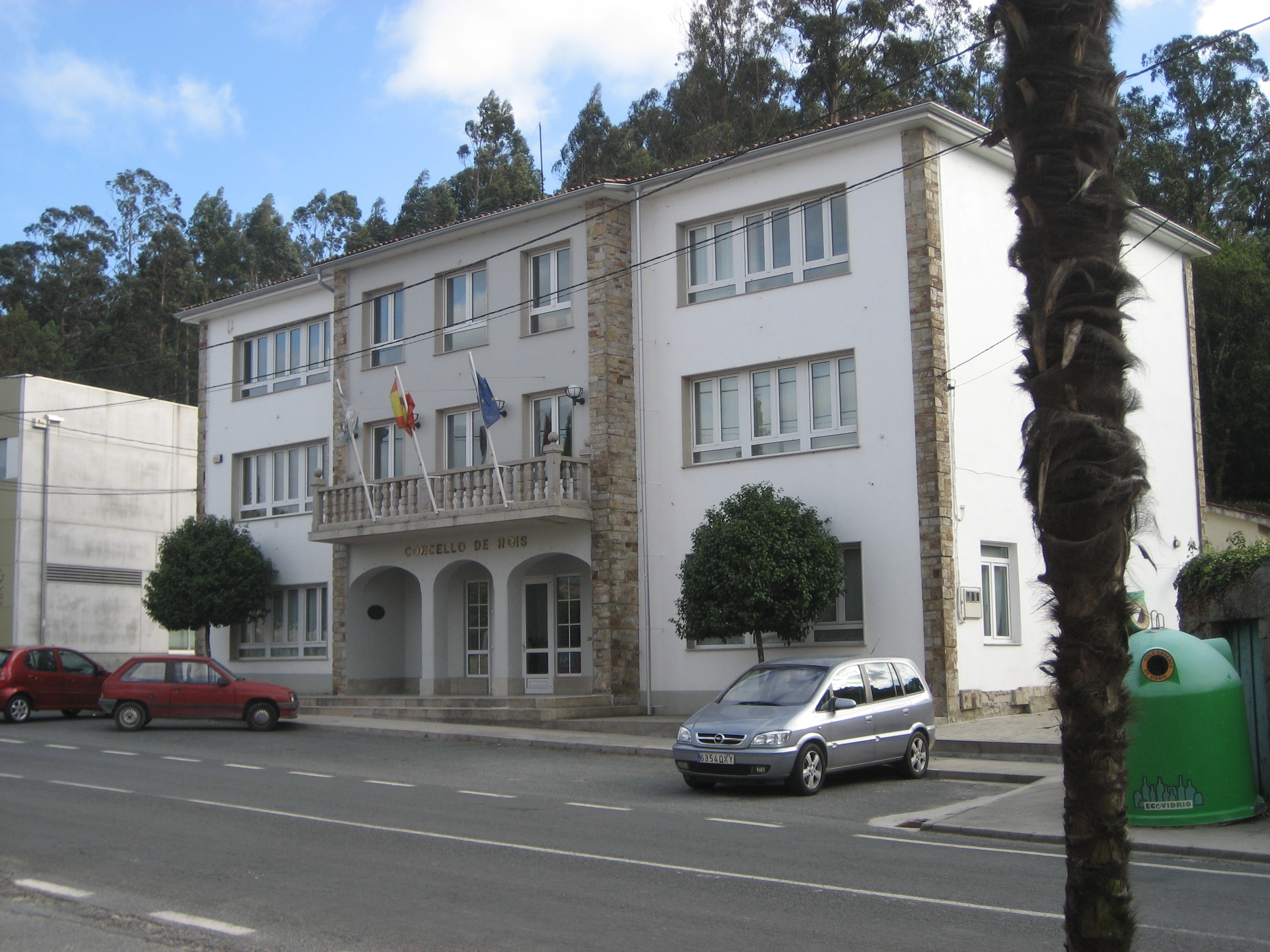
Будинок муніципальної ради, Саміль (паррокія Оїн)